# Paratropis pukallucha
Espèce
Paratropis pukallucha est une espèce d'araignées mygalomorphes de la famille des Paratropididae.

## Distribution
Cette espèce est endémique de la province d'Esmeraldas en Équateur,. Elle se rencontre vers Cristóbal Colon, Monterrey et Quinindé.

## Description
La femelle holotype mesure 20,04 mm et le mâle paratype 17,63 mm.

## Systématique et taxinomie
Cette espèce a été décrite par Dupérré et Tapia en 2024.

## Publication originale
- Dupérré & Tapia, 2024 : « Seven new species of the enigmatic spider genus Paratropis Simon, 1889 (Mygalomorphae, Paratropididae) from Ecuador. » Zootaxa, no 5519(4), p. 451-486.